# Anchuras
Anchuras è un comune spagnolo di 343 abitanti situato nella comunità autonoma di Castiglia-La Mancia.
Il territorio comunale costituisce un'exclave della provincia di Ciudad Real all'interno delle province di Toledo e Badajoz.